# Aruna Asaf Ali
Aruna Asaf Ali (Kalka, Punyab, 16 de julio de 1909-Nueva Delhi, 29 de julio de 1996) fue una educadora, activista política y escritora india, reconocida como una figura importante en el Movimiento de independencia de la India y por haber sido la primera alcaldesa de Delhi.

## Biografía

### Primeros años
Aruna Ganguly nació en 1909 en Kalka, localidad ubicada en la región geográfica del Punyab, en una familia de políticos y artistas. Luego de realizar su formación básica, se trasladó a Calcuta para desempeñarse como maestra. En Allahabad conoció a Asaf Ali, un líder político del Partido del Congreso. A pesar de la oposición de sus padres por tener una edad mucho más avanzada que ella, la pareja contrajo matrimonio en 1928.

### Carrera
Después de casarse con Ali, Aruna Asaf Ali se convirtió en miembro del Congreso Nacional Indio e hizo parte de la llamada marcha de la sal, dirigida por el líder religioso Mahatma Gandhi. Por su activismo fue arrestada en varias oportunidades durante la década de 1930, lo que la llevó a participar en un movimiento de activismo clandestino a comienzos de la década de 1940.
Durante el acto de liberación conocido como Quit India, jugó un importante papel al izar la bandera del congreso en el parque Gowalia Tank, dando inicio al movimiento. Aunque algunos miembros de la policía reaccionaron violentamente, Aruna hizo frente al peligro y empezó a ser reconocida como la heroína del movimiento de 1942. Con una orden de captura en su contra, Aluna decidió seguir operando desde la clandestinidad en la edición de una revista mensual en la que exhortaba a la población juvenil de la India a sumarse a la revolución y luchar por la independencia del país. Gandhi le envió una nota para que se entregara a las autoridades, pero ella decidió esperar hasta 1946, año en que su orden de captura fue desestimada.
Dos años después se desvinculó del Partido del Congreso y se unió a las filas del Partido Socialista. No obstante, en 1950 se vinculó al Partido Comunista de la India. En 1953 tuvo que enfrentar la muerte de su esposo y un año después ayudó a fundar la Federación Nacional de Mujeres Indias. En 1958 se convirtió en la primera alcaldesa de Delhi y continuó vinculada con diversas causas sociales hasta su fallecimiento, el 29 de julio de 1996.

## Legado
Aruna Asaf Ali recibió el Premio Lenin de la Paz en 1964 y el Premio Jawaharlal Nehru para el Entendimiento Internacional en 1991. Un año después se le concedió el Premio Padma Vibhushan, segundo galardón civil más alto de la India, y en 1997 recibió de manera póstuma el Premio Bharat Ratna. La calle Aruna Asaf Ali en Nueva Delhi fue bautizada en su honor.